# NEO PI-R
Le NEO Pi-R est un questionnaire de personnalité basé sur le modèle des Big Five. 
Il a été conçu par Costa (en) et McCrae (en), et adapté en français par Jean-Pierre Rolland.
Il constitue avec le MBTI un des questionnaires de personnalité les plus connus.

## Domaines évalués
| Névrosisme                                                                     | Extraversion                                                                      | Ouverture | Agréabilité                                                  | Conscience                                                                        |
| ------------------------------------------------------------------------------ | --------------------------------------------------------------------------------- | --- | ------------------------------------------------------------ | --------------------------------------------------------------------------------- |
| Anxiété Colère-Hostilité Dépression Timidité sociale Impulsivité Vulnérabilité | Chaleur Grégarité Assertivité Activité Recherche de sensations Émotions positives | Ouverture aux rêveries Ouverture à l’esthétique Ouverture aux sentiments Ouverture aux actions Ouverture aux idées Ouverture aux valeurs | Confiance Droiture Altruisme Compliance Modestie Sensibilité | Compétence Ordre Sens du devoir Recherche de réussite Autodiscipline Délibération |